# Оленівка (Самарівський район)
Оле́нівка — село в Україні, у Магдалинівській селищній громаді Самарівського району Дніпропетровської області. Населення за переписом 2001 року становить 1 427 осіб.

## Географія
Село Оленівка знаходиться на відстані 0,5 км від селища Магдалинівка. У селі бере початок річка Чаплинка.

## Історія
1886 року тут мешкало 592 особи з 100 дворовими господарствами. Слобода входила до Жданівської волості Новомосковського повіту, центром якої була також Жданівка.
1989 року за переписом тут проживало приблизно 1200 осіб.
До 2019 року було центром Оленівської сільської ради.

## Населення

### Мова
Розподіл населення за рідною мовою за даними перепису 2001 року:
| Мова            | Кількість | Відсоток |
| --------------- | --------- | -------- |
| українська      | 1302      | 91.24%   |
| російська       | 73        | 5.12%    |
| вірменська      | 43        | 3.01%    |
| білоруська      | 4         | 0.28%    |
| румунська       | 4         | 0.28%    |
| інші/не вказали | 1         | 0.07%    |
| Усього          | 1427      | 100%     |

## Економіка
- «Хлібодар», ПП.
- «За мир», кооператив.
- «Агро-Овен», ТОВ.

## Об'єкти соціальної сфери
- Школа.
- Дитячий садочок.

## Постаті
- Фешко Юрій Юрійович (1994—2018) — старший солдат Збройних сил України, учасник російсько-української війни.
- Нікітенко Марія Миколаївна
- Олександр Миколайович Пшінько - (13.11.1948 – 13.12.22.)  український вчений, д.т.н., проф., ректор.